# Barlinek (gemeente)
De gemeente Barlinek is een stad- en landgemeente in powiat Myśliborski. Aangrenzende gemeenten:
- Myślibórz en Nowogródek Pomorski (powiat Myśliborski)
- Pełczyce (powiat Choszczeński)
- Lipiany en Przelewice (powiat Pyrzycki)
- Dolice (powiat Stargardzki)

in Lubusz:
- Kłodawa (powiat Gorzowski)
- Strzelce Krajeńskie (powiat Strzelecko-drezdenecki)

Zetel van de gemeente is in de stad Barlinek.
De gemeente beslaat 21,9% van de totale oppervlakte van de powiat.

## Demografie
Stand op 30 juni 2004:
| Omschrijving                   | Totaal | Totaal | Vrouwen | Vrouwen | Mannen | Mannen |
| ------------------------------ | ------ | ------ | ------- | ------- | ------ | ------ |
| eenheid                        | aantal | %      | aantal  | %       | aantal | %      |
| inwoners                       | 19 493 | 100    | 9801    | 50,3    | 9692   | 49,7   |
| bevolkingsdichtheid (inw./km²) | 75,3   | 75,3   | 37,9    | 37,9    | 37,5   | 37,5   |

De gemeente heeft 29,0% van het aantal inwoners van de powiat.

## Plaatsen
- Barlinek (DuitsBerlinchen, stad sinds 1278) verder:

Administratieve plaatsen (sołectwo) van de gemeente Barlinek:
- Dziedzice, Dzikowo, Dzikówko, Jarząbki, Krzynka, Lutówko, Łubianka, Moczkowo, Moczydło, Mostkowo, Okunie, Osina, Ożar, Płonno, Równo, Rychnów, Strąpie, Swadzim-Wiewiórki en Żydowo.

Overige plaatsen: Brunki, Golejewo, Janowo, Jaromierki, Kornatka, Kryń, Krzepinek, Laskówko, Lubie, Luśno, Lutowo, Niepołcko, Nierybno, Niewstąp, Nowa Dziedzina, Ogard, Okno, Parsko, Piaśnik, Podębie, Podgórze, Prądno, Przymiarki, Pustać, Rówienko, Rychnówek, Sitno, Słonki, Stara Dziedzina, Sucha, Trzebin, Uklejka, Wierzchno, Więcław, Żelice.